# خطية التفاضل
في الرياضيات، تعتبر خطية عملية التفاضل إحدى أهم الخواص الأساسية للمشتق، في حساب التفاضل.
تنتج هذه الخاصية قاعدة الجمع في التفاضل وقاعدة العامل الثابت في التفاضل. لذا يمكننا القول أن عملية التفاضل خطية أو أن معامل التفاضل معامل خطي.